# صائت مخفي

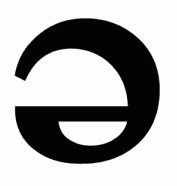

الإخفاء في العربية من الأضداد فيقال أخفى الشيء بهمزة إزالة يراد منه إظهار الشيء وكشف خفائه كما يراد منه ستر الشيء. الشَّيْوَة أو المصوت المخفى حرف يرمز له بشبه حرف E مقلوبا ‎[ə]‏ ويعبر به عن صوت بين الحركات خفيف يعرف بالصائت المتوسط المركزي. يقال له الشوا من العبرية שְׁוָא وتلفظ ‎[ʃəˈwa]‏ و‎[ʃva]‏ بالعبرية الحديثة؛ وهو اسم نقطتين عموديتين ‹شوا› تجعلان تحت الحرف العبري علامة على سكونه أو على فتحه بفتحة مشوبة الكسر ‎[ɛ]‏.